# Ptýrov
Ptýrov är en ort i Tjeckien.   Den ligger i regionen Mellersta Böhmen, i den centrala delen av landet, 60 km nordost om huvudstaden Prag. Ptýrov ligger 228 meter över havet och antalet invånare är 163.
Terrängen runt Ptýrov är huvudsakligen platt. Ptýrov ligger nere i en dal.Runt Ptýrov är det tätbefolkat, med 550 invånare per kvadratkilometer. Närmaste större samhälle är Mladá Boleslav, 10,8 km söder om Ptýrov. Trakten runt Ptýrov består till största delen av jordbruksmark.